# Респираторна капилариоза
Респираторна капилариоза је обољење домаћих, дивљих месоједа и људи, проузроковано нематодом Eucoleus aerophilus syn. Capillaria aerophila или Thominx aerophilus . Узрочник паразитира у мукози трахеје, бронхија и бронхиола, ретко у очним и чеоним синусима домаћина, и има директан или индиректан развојни циклус, у који је укључен факултативни прелазни домаћини - кишна глиста. Сматра се да овај узрочник има највећи епидемиолошки значај од свих врста из рода Капилариа, пре свега јер представља потенцијалну опасност по здравље људи. Такође због повећане учесталост и интеракција између домаћих и дивљих канида, она повећава и ризик за појаву, ширење и одржавање респираторне капилариозе у популацији домаћих канида. С обзиром на степен патогености узрочника, потешкоће које се могу јавити у постављању дијагнозе, као и чињенице да ова нематода представља потенцијалну опасност по здравље људи, у последње време њој се све више придаје клиничко-паразитолошки значај.
Болест се клиничка манифестује у виду врло тешког респираторног обољења, праћеног појачаним бронховезикуларним шумом, кијањем, хроптањем и хроничним сувим кашљем.

## Епидемиологија
И поред тога што поседује зоонозни потенцијал, и што је распрострањена у скоро свим деловима света, проузрокујући обољење праћено тешком клиничком сликом ова нематодоза није довољно истражена, а и са клиничко-паразитолошког аспекта није јој посвећена довољна пажње. Разлог за то је између осталог је и нереалан став да је Ц. аерофила врста ниског степена патогености и да проузрокује респираторне инфекције паса и мачака које се јављају спорадично. 
Интересовање научне јавности за ову паразитоза повећало се тек када се њен узрочник проширио изван ендемских подручја. У том смислу са становишта праћења и заштите здравственог стања месоједа и људи, од изузетног је значаја познавање основних епизоотиолошко-епидемиолошких карактеристика ове нематодозе, чија се преваленција значајно повећала у последњих 10 година, код паса и мачака како у Европи, тако и широм света.